# Berentzwiller
Berentzwiller (Duits: Berenzweiler) is een gemeente in het Franse departement Haut-Rhin (regio Grand Est) en telt 313 inwoners (1999). De plaats maakt deel uit van het arrondissement Altkirch.

## Geografie
De oppervlakte van Berentzwiller bedraagt 6,1 km², de bevolkingsdichtheid is 51,3 inwoners per km².
De onderstaande kaart toont de ligging van Berentzwiller met de belangrijkste infrastructuur en aangrenzende gemeenten.

## Demografie
Onderstaande figuur toont het verloop van het inwonertal (bron: INSEE-tellingen).